# 5-й козачий сімферопольський ескадрон
5-й козачий сімферопольський ескадрон (рос. 5-й козачий симферопольський эскадрон) — військовий підрозділ періоду Другої світової війни, що складався з козаків.

## Історія
Ескадрон був створений у лютому 1942 в окупованому Вермахтом Сімферополі з полонених в Криму бійців Червоної армії і місцевих добровольців. Був першим колабораційним військовим підрозділом створеним німецькою окупаційною владою на теренах Криму. Особовий склад формували 240 козаків та 60 німців. Ескадрон функціонував при штабі 11-ї армії фельдмаршала фон Манштейна групи армій «Південь». З Криму ескадрон був перекинутий влітку 1942 на Північний Кавказ, Кубань. У ході боїв восени 1942 ескадрон зазнав значних втрат. Тому в районі Моздока у листопаді 1942 ескадрон приєднався до Козачого кавалерійського полку Юнгшульц. Разом з ним колишні бійці ескадрону з початку 1943 виконували поліційні функції у складі 454-й охоронної дивізії, згодом в тилу групи армій «Дон» в районі Ростов-на-Дону. Весною 1943 у Млаві полк увійшов до 1-ї козачої дивізії, що наново формувалась. У подальшому вони вели бойові дії на Балканах проти місцевих партизанів.